# (1254) Erfordia
(1254) Erfordia est un astéroïde de la ceinture principale découvert le 10 mai 1932 par l'astronome argentin Juan Hartmann. Sa désignation provisoire était 1932 JA.
Il fut nommé d'après sa ville de naissance Erford en Allemagne.